# Invasion prussienne de la Hollande
L'Invasion prussienne de la Hollande désigne une intervention militaire de la Prusse dans les Provinces-Unies en 1787.

## Prémices

### Causes

#### Tensions entre le gouverneur et les régents
La République des Provinces-Unies est marquée à la fin du XVIIIe siècle par de grandes tensions politiques internes : La guerre d'indépendance des États-Unis (1775 à 1783) menace de diviser le pays. Le gouverneur Guillaume V, petit-fils de Georges II, est du côté du monarque britannique, qu'il considère comme étant dans son droit de réprimer la rébellion dans les Treize Colonies. En revanche, les régents, la classe dirigeante urbaine, prennent parti pour les colonies américaines ; depuis l'île caribéenne de Saint-Eustache, ils fournissent des armes et des munitions au mouvement d'indépendance, allié au royaume de France, l'ennemi juré de la Grande-Bretagne. Ceci, ainsi que le traité formulé en 1780 entre les républicains américains et néerlandais, provoque le royaume de Grande-Bretagne à déclarer la guerre aux Provinces-Unies en décembre 1780. C'est ainsi que commence ce que l'on appelle la quatrième guerre anglo-néerlandaise (1780 à 1784).

#### Conséquences de la quatrième guerre anglo-néerlandaise
L'état de la flotte de guerre néerlandaise (de) étant arriéré, la guerre maritime contre le royaume de Grande-Bretagne se décide en un rien de temps. Les conséquences du Traité de Paris en 1784 (de) sont désastreuses pour Amsterdam, car la Grande-Bretagne peut désormais revendiquer des possessions néerlandaises sur la côte Est de l'Inde. La Compagnie néerlandaise des Indes orientales s'effondre en raison des dispositions commerciales du Traité de Paris. Les Provinces-Unies devant même accepter la libre circulation des navires britanniques à travers tous les territoires dominés par la République, les sources de la puissance économique néerlandaise se tarissent ; la navigation mondiale et le commerce avec les empires coloniaux d'Amérique et d'Asie. Le déclin économique cimente définitivement les tensions politiques internes et donne finalement naissance, à côté des gouverneurs héréditaires et des régents, à un troisième mouvement politique ; celui des patriotes.

#### Mouvement des patriotes
Le mouvement des patriotes est né en 1784, l'année dite "catastrophe" du Traité de Paris. Les patriotes exigent d'une part du gouverneur héréditaire des restrictions de ses prérogatives monarchiques de facto et d'autre part des familles régentes plus de droits de participation au sens d'une démocratie représentative. L'amertume causée par les conséquences économiques de la quatrième guerre anglo-néerlandaise fait que le mouvement des patriotes se rapproche plus de la France que de la Grande-Bretagne. L'aide française doit permettre de faire reculer l'influence britannique. Mais cela signifie également la destitution du gouverneur héréditaire, Guillaume V, qui est soutenu par les Britanniques. Il commence donc à se dessiner que la décision de conserver le poste de gouverneur héréditaire peut déclencher une guerre civile aux Pays-Bas.

### Évolution vers un risque de guerre civile

#### Conflit militaire
En 1785, les États généraux, une assemblée d'États provinciaux, retirent au gouverneur héréditaire son pouvoir de commandement sur l'armée régulière (Staatse Leger). Grâce à un entourage fidèle et à des aides britanniques, Guillaume V peut néanmoins mettre sur pied une armée privée considérable. Mais les villes contrôlées par les patriotes, La Haye, Kampen, Zwolle, Zutphen et Harderwijk, envoient également des soldats. Bien que les troupes de Guillaume V peuvent s'imposer lors des combats autour d'Elburg et de Hattem, la situation globale est loin d'être tranchée. En 1786, Guillaume V est destitué de son poste de capitaine général de Hollande et de gouverneur héréditaire. Si Guillaume V veut donc retrouver sa position, il dépend du soutien militaire de son beau-frère, le roi Frédéric-Guillaume II de Prusse. L'épouse de Guillaume, Wilhelmine, est la sœur du roi de Prusse, un chef d'armée de 195 000 soldats.

#### Séjour de Guillaume V à la cour de Frédéric-Guillaume II
En octobre 1786, Guillaume V quitte le sol des Sept Provinces Unies pour se rendre à Berlin, la capitale de la Prusse. Il a certes déjà demandé par lettre le soutien du prédécesseur de Frédéric-Guillaume II, le roi Frédéric II de Prusse, mais celui-ci n'a répondu que par des recommandations et des conseils, et non par des troupes comme l'espère Guillaume. Le roi Frédéric II a espéré jusqu'au bout pouvoir se rapprocher à nouveau de la France, qui soutient les patriotes. Le roi Frédéric-Guillaume II de Prusse voulait lui aussi poursuivre cette "politique de détente" vis-à-vis de la France. Il ne voit aucun avantage pour la Prusse à être entraînée dans une guerre entre la Grande-Bretagne et la France. Après tout, la France vient tout juste de décider de la guerre d'indépendance américaine. Frédéric-Guillaume II est également conscient qu'en cas d'intervention prussienne, Guillaume V punirait sévèrement ses adversaires politiques - ce qui ne contribuerait pas à la stabilisation à long terme des Pays-Bas. La mauvaise réputation de Guillaume pourrait donc également ruiner la réputation de l'armée prussienne. Frédéric-Guillaume II reçoit certes Guillaume V, mais ce dernier ne peut le faire changer d'avis. Le monarque prussien ordonne plutôt à son ministre de la Guerre, Ewald Friedrich von Hertzberg, de discuter avec les ambassadeurs français de la manière dont la paix pourrait être rétablie dans la République. De cette manière, il peut affirmer à sa sœur qu'il s'engage pour la stabilisation de la République.

#### Régence de Wilhelmine
Avant son départ pour Berlin, Guillaume V a confié ses fonctions à son épouse Wilhelmine de Prusse. Avec ce changement de personne, les intérêts de la République doivent désormais revêtir une plus grande importance politique pour la Prusse que sous Guillaume. La question de savoir si Guillaume V a sciemment tenu compte de cette circonstance est toutefois controversée par les chercheurs[1], mais il est certain que les lettres de Wilhelmine ont augmenté la pression sur Frédéric Guillaume II. Ainsi, le 6 février 1787, elle écrivit à Nimègue qu'elle préférait une abdication à une solution de compromis :

« Si nous ne pouvons pas retourner honorablement à La Haye, il vaut mieux que nous nous retirions complètement. »

— Wilhelmine de Prusse
Ouverture de l'assemblée des notables le 22 février 1787 à Versailles.

Mais en réalité, la gouverneure héréditaire, en grande partie dépossédée de ses pouvoirs, se trouve devant les portes closes de La Haye. La ville est le centre de la vie politique en tant que lieu de réunion des États généraux. Le fait que Wilhelmine se voit refuser la participation à l'assemblée porte encore plus atteinte à sa fonction. Ce n'est qu'à la suite d'une nouvelle en provenance de Paris que le cadre de la politique étrangère change de manière décisive.

#### Paralysie de la politique étrangère de la France
Dans les années 1780, le royaume de France est au bord de la faillite. Le financement de la guerre d'indépendance américaine, notamment, a provoqué un endettement que la Couronne ne peut plus assumer qu'en recourant à l'emprunt. Afin d'assainir le budget de l'État, le roi de France Louis XVI se résout finalement à convoquer en février 1787 l'assemblée des notables. En raison de la forte pression de l'opinion publique, le gouvernement français suppose que la noblesse et le clergé renoncent à leur privilège d'exemption d'impôts - une erreur d'appréciation. L'échec de la réforme fiscale française a également des répercussions sur les alliés de la France aux Pays-Bas, où les patriotes connaissent également des difficultés de paiement.

#### Négociations franco-prussiennes
Malgré la faiblesse évidente de la France, Frédéric-Guillaume II s'en tient à son rôle de médiateur. Le roi suit ici les conseils que lui donnent son ministre Karl Wilhelm von Finckenstein et son oncle Henri de Prusse. Seul le ministre de la Guerre Ewald Friedrich von Hertzberg recommande au monarque d'intervenir. Hertzberg informe Wilhelmine par lettre que le roi de Prusse lui recommande de renoncer à ses droits de gouverneur héréditaire. Ce compromis peut alors contribuer à la pérennité de sa fonction. Pour atteindre cet objectif, la stratégie de Frédéric-Guillaume II consiste à mener des négociations avec chaque province de la République, sous la médiation conjointe de la France et de la Prusse. Cependant, en mai 1787, la province de Hollande refuse encore une médiation franco-prussienne. Le concept du gouvernement prussien échoue ainsi provisoirement.

#### Préparatifs de coup d'État
Comme le royaume de France ne peut pas fournir d'armes aux patriotes en raison de sa situation financière, les partisans de Guillaume V préparent un coup d'État. À cette fin, Wilhelmine demande au roi de Prusse, bien que sans succès, de lui prêter du matériel de guerre de la forteresse de Wesel. Frédéric-Guillaume II déclare que cela est toujours irréalisable par égard pour la France. Afin de provoquer malgré tout un grand soulèvement orangiste à La Haye, des pamphlets et des journaux annoncent en juin 1787 que Guillaume V revient avec 10 000 soldats pour rétablir sa fonction d'intendant héréditaire. En réalité, le nombre de soldats annoncé est bien inférieur. Il n'y aura pas non plus de marche de Guillaume V sur La Haye.

### Le chemin vers l'intervention prussienne

#### Voyage et attente de Wilhelmine
Afin d'éviter la guerre civile, Wilhelmine de Prusse planifie une manœuvre qui doit tout de même forcer le roi de Prusse à intervenir militairement. Le 26 juin 1787, Wilhelmine veut se rendre de manière provocante de Nimègue à La Haye. Les troupes ne doivent pas assurer la sécurité des carrosses. Aux deux tiers du trajet, les voitures sont remarquées à un poste frontière hollandais et arrêtées avant de traverser la rivière Lek` en ferry. Près de Schoonhoven, un corps franc patriote demande aux occupants non pas de faire demi-tour, mais d'attendre. Cette "arrestation", qui n'en est pas vraiment une puisque la princesse doit seulement attendre la décision des États généraux sur la poursuite de son voyage pour pouvoir ensuite continuer sa route, la décrit à Frédéric-Guillaume II comme une "détention" avec un "traitement indigne". En réalité, Wilhelmine est logée dans la maison du commandant et traitée conformément à son rang. Finalement, les États généraux décident de renvoyer Wilhelmine à Nimègue.

### Réaction du gouvernement prussien
En raison de la durée du voyage des courriers express, Frédéric-Guillaume II est probablement informé le 30 juin 1787 de la procédure d'arrestation de Wilhelmine. Cela donne à son gouvernement suffisamment de temps pour calculer les conséquences d'un changement de cap en matière de politique étrangère. Pour la première fois, l'option militaire est envisagée par Frédéric-Guillaume II et son gouvernement. Néanmoins, dans la conception juridique de l'époque, une intervention armée est considérée comme une "ultima ratio" ou un "moyen extrême". Le roi doit donc pouvoir justifier une intervention militaire également sur le plan de la philosophie du droit. Il le fait en présentant le voyage empêché et l'arrestation de sa sœur comme une atteinte à l'honneur de toute la dynastie des Hohenzollern. L'intangibilité de la maison royale a ainsi été remise en question et peut justifier une campagne militaire si la province de Hollande refuse une indemnisation. Dès le 3 juillet 1787, le roi fait rassembler des troupes dans le duché prussien de Clèves, qui est directement adjacent à la province néerlandaise de Gueldre à l'Est. Mais pour éviter une guerre avec la France, Berlin teste d'abord encore à la table des négociations la force réelle de l'alliance entre Paris et La Haye face à la menace militaire. Si la France n'a effectivement pas les moyens économiques d'envoyer des troupes aux Pays-Bas, le gouvernement prussien peut compter sur un succès militaire rapide. Comme les patriotes ne sont pas reconnus par Frédéric-Guillaume II comme un pouvoir gouvernemental légitime, il n'aurait même pas été nécessaire de faire une déclaration de guerre.

#### Rapprochement entre la Prusse et la Grande-Bretagne
Le cadre de la politique étrangère se déplace encore plus en faveur de la Prusse : après avoir mené des entretiens avec le gouvernement de Londres, le diplomate prussien Girolamo Lucchesini rédige le 3 juillet 1787 une lettre informant Frédéric-Guillaume II que l'Angleterre est prête à soutenir la Prusse militairement contre la France. Le ministre britannique des Affaires étrangères fait savoir à Lucchesini que le roi Georges III de Grande-Bretagne et d'Irlande est favorable à ce que le roi de Prusse s'assure des représailles. Le 8 juillet 1787, au moins 40 navires de guerre entièrement équipés quittent les ports britanniques afin de couvrir une action militaire prussienne par voie maritime. Il s'agit en outre de détourner l'attention de la France des mouvements de troupes prussiennes à Clèves. Londres déclare à Versailles qu'il s'agit simplement d'un "exercice naval" inoffensif.

#### Conflit autour de la demande d'indemnisation
La Prusse lance également une manœuvre de tromperie vis-à-vis de la France : en apparence, Frédéric-Guillaume II prétend vouloir poursuivre les négociations avec la France. Son objectif est toujours une médiation franco-prussienne non violente aux Provinces-Unies. En réalité, la diplomatie prussienne pose des exigences de dommages et intérêts irréalisables, qui doivent être une condition préalable à une médiation commune. Certes, Louis XVI menace de rassembler 10 000 à 12 000 soldats à Givet, mais de tels préparatifs ne peuvent être observés. Les difficultés financières persistantes de la France l'empêchent d'organiser une invasion des Pays-Bas. En revanche, de plus en plus de mercenaires et d'ingénieurs français sont envoyés en Frise afin d'y préparer une révolte. L'objectif de la France est d'occuper la Prusse par une alternance d'offres d'alliance et de menaces amères jusqu'à ce que la France ait à nouveau les moyens de soutenir les patriotes par une campagne militaire. La stratégie française est cependant comprise à la cour de Prusse, raison pour laquelle l'entourage de la cour demande au roi de Prusse de pouvoir commencer une invasion encore en septembre 1787. Comme la forme de l'indemnisation n'est toujours pas formulée, le roi demande à sa sœur de lui faire part de ses exigences. Wilhelmine demande l'éloignement des commanditaires français des Provinces-Unies, le retrait du pouvoir et le désarmement des patriotes ainsi que le rétablissement de Guillaume V en tant que gouverneur héréditaire. En outre, elle souhaite pouvoir exercer une influence sur la fonction de gouverneur héréditaire avec le soutien de la Prusse, même après le retour de Guillaume.

## Invasion

### Début de l'avancée
Dans un ultimatum adressé à la province de Hollande, Frédéric-Guillaume II exige que les exigences de Wilhelmine soient satisfaites avant le 12 septembre 1787. Lorsque la Hollande refuse de donner satisfaction, Frédéric-Guillaume fait envahir les Provinces-Unies le 13 septembre 1787 par une armée prussienne de 20 000 hommes sous les ordres du duc de Brunswick. Le roi lui-même ne participe pas à la campagne ; il est cependant clair qu'elle a lieu sur son ordre. Une traduction de l'ode "Auf die Rückkehr des Augustus" (Au retour d'Auguste) est publiée dans le mensuel berlinois. Cette allusion vise à exprimer que la gloire de l'action militaire revient uniquement à Frédéric-Guillaume II. Auguste a laissé les combats dans l'actuelle Espagne à son général Agrippa. Les soldats et les officiers ne seraient donc que les instruments qui exécutent la volonté du roi. Dès le 14 septembre 1787, l'armée prussienne arrive à Nimègue. Quarante navires de guerre britanniques sécurisent la côte contre une éventuelle attaque française, qui n'a cependant pas lieu. Louis XVI écrit à Frédéric-Guillaume II que la France est sur le point de mobiliser 100 000 soldats ; mais cela est reconnu à Berlin comme du bluff. Plus les soldats prussiens avancent, moins la cour française soutient les patriotes ; la résistance de ces derniers s'effondre alors en grande partie.

### Prise d'Amsterdam
Le 1er octobre 1787, l'armée prussienne est déjà aux portes d'Amsterdam. De nombreux patriotes de premier plan se sont réfugiés dans cette importante métropole commerciale et ville la plus peuplée de la République. Le maréchal prussien Charles-Guillaume-Ferdinand de Brunswick-Wolfenbüttel donne au gouvernement de la ville jusqu'à 18 heures pour se soumettre aux exigences de Wilhelmine et permettre l'entrée des troupes. Le ministre prussien de la Guerre, Hertzberg, insiste lui aussi par lettre sur la prise militaire d'Amsterdam :

« Pour assurer la tranquillité de l'État, il ne faut pas laisser de tête à l'hydre »

— Ewald Friedrich von Hertzberg
Dans le camp prussien, il est certes prévu de faire tomber Amsterdam par un bombardement d'artillerie, mais cette option est heureusement rejetée par le maréchal de Brunswick. Au lieu de cela, il fait lancer des attaques nocturnes sur la ville. Amsterdam résiste jusqu'au 10 octobre 1787. La ville ne se rend que lorsque la France annonce qu'il n'y a plus d'aide à attendre. Pour Louis XVI, la chute d'Amsterdam représente une grave défaite diplomatique qui porte un coup irrémédiable à son image auprès de l'opinion publique française. Plus tard, Napoléon doit voir dans cette "honte nationale" l'une des principales raisons du déclenchement de la Révolution française.

### Persécution des patriotes
L'armée prussienne expulse les principaux chefs patriotes vers le royaume de France et les Pays-Bas autrichiens, dissout les associations patriotiques, désarme les corps francs et impose un contrôle des opinions politiques des fonctionnaires, ce qui donne lieu à de brèves arrestations. Guillaume V peut retourner à La Haye et restaurer son pouvoir en tant que gouverneur héréditaire et capitaine-général.

## Conséquences

### Stationnement de troupes prussiennes aux Provinces-Unies
Bien que le gouvernement prussien ait tout de même réussi à éviter une guerre civile ouverte aux Provinces-Unies grâce à une intervention militaire rapide, la situation est loin d'être terminée. Hertzberg craint en particulier que la France, après le retrait prévu des troupes prussiennes en novembre 1787, n'ait pu saisir l'occasion d'intervenir militairement à son tour. Dans ce cas, tous les succès obtenus de son point de vue auraient pu être annulés. Une lettre de supplique de Wilhelmine convainc finalement Frédéric-Guillaume II de laisser 4000 soldats dans la province de Hollande. Le duc de Brunswick, Charles-Guillaume-Ferdinand, donne encore une fois 3000 de ses propres troupes à la solde de la République.

### Influence prussienne
Frédéric-Guillaume II n'a pas obtenu d'agrandissement territorial de la Prusse aux Pays-Bas. Il a également renoncé à des réparations de la part de la ville d'Amsterdam, Wilhelmine l'ayant averti que cela aurait des répercussions négatives sur "les intérêts et la gloire du roi". Les Prussiens sont venus, écrit-elle, en libérateurs. Mais s'il réclame des réparations, il serait considéré différemment. Frédéric-Guillaume II veut cependant utiliser son influence militaire pour contrôler les familles régnantes et les fonctionnaires de la République dans son sens - ce qui n'est pas couronné de succès à long terme. Il est encore plus important pour Frédéric-Guillaume II d'assurer la position de grande puissance de la Prusse par un "système d'alliances du Nord". Berlin a en tête une alliance entre la Prusse, la Grande-Bretagne et les Provinces-Unies, un contrepoids diplomatique à la France et à l'Autriche. La première étape de cette alliance est un accord d'aide entre la Prusse et la République.

### Traité d'alliance
Le 15 avril 1788, le traité est signé à La Haye. En cas d'attaque, les deux puissances s'engagent à se soutenir mutuellement sur le plan militaire. La Prusse garantit l'indépendance de son partenaire contractuel. Le même jour, la Grande-Bretagne conclut également un autre accord d'aide avec la République. Le 19 avril 1788, les représentants de la Prusse, de la Grande-Bretagne, de l'Assemblée des États généraux et de la Hollande signent une alliance supplémentaire dans laquelle ils désignent le royaume de France comme ennemi commun et chiffrent les sommes qu'il reste à payer à la Prusse pour son engagement militaire et le stationnement de troupes. Le maintien du système de gouvernement conservateur désormais rétabli doit également être assuré par les puissances signataires. Le premier article stipule que la Prusse doit mettre à disposition de l'alliance 66 000 soldats, dont l'engagement doit être décidé par un conseil militaire des trois États. En outre, les Prussiens doivent pouvoir être soutenus par des troupes britanniques et néerlandaises en cas d'urgence. Le troisième article détermine les paiements à la Prusse : la Grande-Bretagne et la République doivent ainsi verser chacune 50 000 livres par mois. Pour l'entretien de chaque soldat, Frédéric-Guillaume II reçoit en outre, selon l'article 5, 1 livre 12 shillings par mois de chaque allié. Le gouvernement prussien prévoit même d'étendre le réseau d'alliances à l'Empire russe, à la Suède et au Danemark. Avec des alliés aussi puissants, Frédéric-Guillaume II pense pouvoir garantir durablement l'état de paix en Europe - un espoir qui s'avéra illusoire quelques années plus tard.

### Disparition de l'alliance à la suite de la Révolution française
En 1788, les trois États en question ne peuvent pas encore prévoir que ni leurs traités ni leurs projets mutuels ne dureraient. Après l'invasion des troupes de la République française révolutionnaire lors de la Guerre de la première coalition (1792-1797), les Provinces-Unies cesse d'exister dès 1795 et, avec elle, la souveraineté héréditaire. Elle est remplacée par la République batave, dépendante de la France, et, à partir de 1806, par le royaume de Hollande. La Prusse, abandonnée militairement par la Grande-Bretagne, déclare sa neutralité vis-à-vis de la France lors du traité de Bâle.